# Sabine Krüger (Liedermacherin)
Sabine Krüger (* 13. März 1956 in Berlin) ist eine deutsche Liedermacherin und Autorin.

## Leben
Sabine Krüger wuchs in Berlin auf. Erste Bühnenerfahrungen sammelte sie erst mit 44 Jahren. Vorher schrieb sie Texte für andere Interpreten sowie Kinderlieder für die Fernsehsendungen aus der MDR-Reihe »Eene meene mopel«.
2001 zog sie nach Sylt. Seitdem gibt sie regelmäßige Kleinkunst-Auftritte ausschließlich mit eigenen Liedern auf Sylt und anderen Kleinkunstbühnen mit Solo-Programmen wie z. B. Liebe, Triebe, Seitenhiebe oder Meine Lieder.
2009 erschien ihr Buch Schnarchen oder das Konzert der geschluckten Kröten. 2014 veröffentlichte sie in dem Buch Armutszeugnisse Bilder ihres Vaters, des Berliner Fotografen Heinrich Kuhn, zum Thema West-Berlin vor der Stadterneuerung in den sechziger Jahren. Es enthält zusätzlich ein Essay von Boris von Brauchitsch über Die Geschichte des Berliner Mietshauses. 2014 veröffentlichte sie als Fotografin das Fotobuch Meerditationen.

## Werke

### Kabarett- und Chansonprogramme
- Liebe, Triebe, Seitenhiebe
- Ihnen kann ick's ja sagen
- Meine Lieder

### CDs
- Ihnen kann ick's ja sagen
- Ick lass ma liften
- Abenteuer Westerland
- Liebe, Triebe, Seitenhiebe
- Die schöne Hand (Single)
- Westerland tut gut (mit Petra Reiber), Coolmusic 2004
- Meine Lieder

### Buchveröffentlichungen
- Jonas: über das Leben, die Krankheit und den Tod meines Kindes. 2. erweiterte Auflage. Hübner, Lehrte 2011, ISBN 978-3-927359-31-4.
- Schnarchen – oder das Konzert der geschluckten Kröten und wie man sie zum Schweigen bringt. 3. erw. Auflage. Hübner, Lehrte 2010, ISBN 978-3-927359-38-3.
- Meerditationen: 90 Meereslandschaften. 1. Auflage. Edition Braus, Berlin 2014, ISBN 978-3-86228-107-7.
- Ein Sch(l)afbuch: 70 Bilder von Sylter Schafen und Sylter Landschaften. 1. Auflage. EILAND Verlag 2016, ISBN 978-3-86926-393-9.

Herausgeberschaft
- Armutszeugnisse: West-Berlin vor der Stadterneuerung in den sechziger Jahren. 1. Auflage. Edition Braus, Berlin 2014, ISBN 978-3-86228-089-6.

## Belege
1. ↑  Buch: Sabine Krüger (Hrsg.): Armutszeugnisse (Memento des Originals vom 25. Oktober 2014 im Internet Archive)  Info: Der Archivlink wurde automatisch eingesetzt und noch nicht geprüft. Bitte prüfe Original- und Archivlink gemäß Anleitung und entferne dann diesen Hinweis., Rezension von Claus-Ulrich Bielefeld im kulturradio/rbb vom 16. Juni 2014, abgerufen am 16. Mai 2015.

| Personendaten    | Personendaten                       |
| ---------------- | ----------------------------------- |
| NAME             | Krüger, Sabine                      |
| KURZBESCHREIBUNG | deutsche Liedermacherin und Autorin |
| GEBURTSDATUM     | 13. März 1956                       |
| GEBURTSORT       | Berlin                              |